# Nienke Brinkman
Nienke Frederiek Brinkman (Giacarta, 28 ottobre 1993) è una maratoneta olandese, vincitrice della medaglia di bronzo agli Europei di Monaco di Baviera 2022.

## Palmarès
| Anno | Manifestazione | Sede   | Evento   | Risultato | Prestazione | Note |
| ---- | -------------- | ------ | -------- | --------- | ----------- | ---- |
| 2022 | Europei        | Monaco | Maratona | Bronzo    | 2h28'52"    |      |

## Altre competizioni internazionali
2021
- 13ª alla Maratona di Valencia ( Valencia) - 2h26'34"

2022
- Argento alla Maratona di Rotterdam ( Rotterdam) - 2h22'51"